# The Headless Marines
The Headless Marines är ett punkrock-band från Göteborg. Bandet grundades 2001, splittrades efter en kort tid, men återupptogs igen runt 2005.
Headless Marines spelade  frekvent på diverse ställen i och kring Göteborg med förbandsgig åt Troublemakers på Sticky Fingers och Punk Illegal på Musikens Hus som höjdpunkter, men hade även en del gig runt om i Sverige, Norge och på Quicksilver bowlriders i Stapelbäddsparken Malmö.
Bandet splittrades permanent 2009 på grund av kreativa meningsskiljaktigheter. Ictus startade stonerrock-bandet Slaying Mantis och V2, Bumbi och Pixie formade ett nytt punk/rockband som heter Gorilla Bombs.

## Medlemmar
- Pixie - sång
- Bumbi - trummor
- Ictus - bas, sång
- V2 - gitarr, sång
- Azl - gitarr, sång

## Diskografi
- Killer Songs (EP, 2009)
- The Hard End (Album, 2008)
- Semper Infidelis (EP 2007)
- Headless Marines (EP 2006)